# Tadżura (Libia)
Tadżura (arab. تاجوراء) – miasto w Libii, stolica gminy Tadżura wa-an-Nawahi al-Arba, nad brzegiem Morza Śródziemnego. Liczy około 100 000 mieszkańców. Jest położone 13 kilometrów na zachód od Trypolisu.

## Przypisy

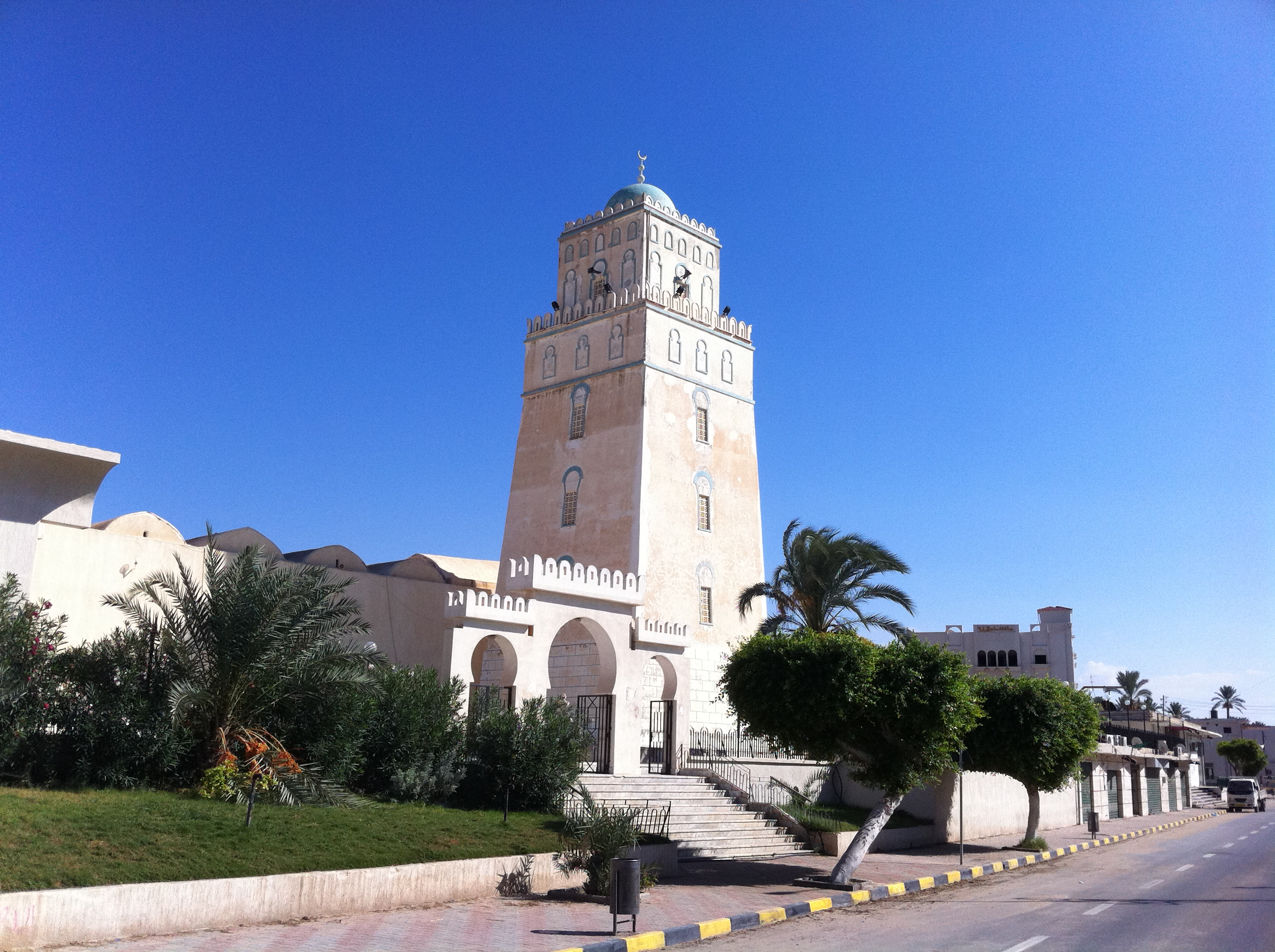
Meczet Murad Agha